# IC 3911/1
IC 3911/1 је елиптична галаксија у сазвијежђу Ловачки пси која се налази на листи објеката дубоког неба у Индекс каталогу.
Деклинација објекта је + 35° 38' 13" а ректасцензија 12h 56m 9,2s. Привидна величина (магнитуда) објекта IC 3911 износи 15,3 а фотографска магнитуда 16,3.